# كلي سفلي (مشكين شهر)
كلي سفلي هي قرية في مقاطعة مشكين شهر، إيران. عدد سكان هذه القرية هو 275 في سنة 2006.